# Trichius
Trichius là một chi bọ cánh cứng trong phân họ Trichiinae, đôi khi được xếp vào Cetoniinae.

## Các loài
- Trichius abdominalis
- Trichius fasciatus
- Trichius japonicus
- Trichius orientalis Reitter, 1894
- Trichius rosaceus
- Trichius sexualis Bedel, 1906
- Trichius zonatus Germar, 1829